# Buzzle Bee
Buzzle Bee es el sexto álbum de estudio del proyecto musical The High Llamas, lanzado el 23 de octubre del 2000 por Duophonic Records.

## Lista de canciones
Todas las canciones fueron escritas por Sean O'Hagan.
1. "The Passing Bell" – 6:31
2. "Pat Mingus" – 4:25
3. "Get Into the Galley Shop" – 4:38
4. "Switch Pavilion" – 4:28
5. "Tambourine Day" – 3:36
6. "Sleeping Spray" – 5:05
7. "New Broadway" – 5:11
8. "Bobby's Court" – 5:55